# Spodoptera aliena
Spodoptera aliena är en fjärilsart som beskrevs av Walker 1865. Spodoptera aliena ingår i släktet Spodoptera och familjen nattflyn. Inga underarter finns listade i Catalogue of Life.